# Miguel Cruz
Miguel Cruz   (El Salvador, 1911 - El Salvador, 9 de març de 2000) fou un futbolista salvadorenc de la dècada de 1940.
Fou internacional amb la selecció del Salvador.
Pel que fa a clubs, destacà a Universidad Católica de Xile.